# Мендзиводзе
Мендзиводзе (пол. Międzywodzie, нім. Heidebrink) — село в Польщі, у гміні Дзівнув Каменського повіту Західнопоморського воєводства.
Населення — 687 осіб (2011).

## Демографія
Демографічна структура станом на 31 березня 2011 року:
|          | Загалом | Допрацездатний вік | Працездатний вік | Постпрацездатний вік |
| -------- | ------- | ------------------ | ---------------- | -------------------- |
| Чоловіки | 340     | 59                 | 251              | 30                   |
| Жінки    | 347     | 61                 | 227              | 59                   |
| Разом    | 687     | 120                | 478              | 89                   |